# Liste des monuments et sites historiques de la région de Tambacounda
Cet article recense les monuments et sites historiques de la région de Tambacounda au Sénégal.

## Liste
| Monument                                                               | Département                | Localité | Coordonnées                  | Notes | Illus.            |  |
| ---------------------------------------------------------------------- | -------------------------- | -------- | ---------------------------- | ----- | ----------------- |  |
| Gare ferroviaire et hôtel de la Gare de Tambacounda                    | Département de Tambacounda |          |                              |       | 2006TAMBACOUNDA01 |  |
| Bâtiment abritant la Préfecture de Tambacounda                         | Département de Tambacounda |          | 13° 46′ 39″ N, 13° 40′ 10″ O |       | 2006TAMBACOUNDA02 |  |
| Tata de Maba à Ndoungoussine                                           | Département de Tambacounda |          | 13° 41′ 43″ N, 14° 19′ 20″ O |       | 2006TAMBACOUNDA03 |  |
| Puits et vestiges historiques de Ndoungoussine                         | Département de Tambacounda |          |                              |       | 2006TAMBACOUNDA04 |  |
| Site mégalithique de Thiékène Boussoura                                | Département de Tambacounda |          |                              |       | 2006TAMBACOUNDA05 |  |
| Site mégalithique de Kodiam                                            | Département de Tambacounda |          |                              |       | 2006TAMBACOUNDA06 |  |
| Site mégalithique de Saré Diouldé                                      | Département de Tambacounda |          |                              |       | 2006TAMBACOUNDA07 |  |
| Site mégalithique de Saré Sékourou                                     | Département de Tambacounda |          |                              |       | 2006TAMBACOUNDA08 |  |
| Pavillon René Caillé, ville de Bakel                                   | Département de Bakel       |          | 14° 53′ 57″ N, 12° 27′ 17″ O |       | 2006BAKEL01       |  |
| Fort de Bakel, ville de Bakel                                          | Département de Bakel       |          |                              |       | 2006BAKEL02       |  |
| Tours militaires de Bakel, ville de Bakel                              | Département de Bakel       |          |                              |       | 2006BAKEL03       |  |
| Cimetière des circoncis, ville de Bakel                                | Département de Bakel       |          |                              |       | 2006BAKEL04       |  |
| Ancien Comptoir des établissements Maurel & Prom, ville de Bakel       | Département de Bakel       |          |                              |       | 2006BAKEL05       |  |
| Colline sacrée de Ngoundéiny Guidimpalé, ville de Bakel                | Département de Bakel       |          |                              |       | 2006BAKEL06       |  |
| Fort de Sénédébou, Arrondissement de Kidira                            | Département de Bakel       |          |                              |       | 2006BAKEL07       |  |
| Colline de Wouro Himadou : Tombe de Malick Sy, premier Almamy du Bundu | Département de Bakel       |          |                              |       | 2006BAKEL08       |  |